# Talofa Airways
Talofa Airways — самоанская авиакомпания, совершающая рейсы среди стран Полинезии. Она начала свою деятельность 29 августа 2016 года. Это одна из трёх самоанских авиакомпаний (наряду с Samoa Air и Polynesian Airlines).

## История
Толеафоа Джеффри Хантер, основатель компании Talofa Airways, впервые планировал открыть бизнес в этом Самоа ещё в 1996 году. После открытия аптеки в Апиа в 2002 году, Хантер начал вкладывать средства в создание своей авиакомпании Talofa Airways, которая обеспечила бы более удобные авиаперелеты между Самоа, Американским Самоа и другими островами Полинезии. Для флота авиакомпании он заказал два самолёта Aero Commander 500 в девятиместной конфигурации.
22 августа 2016 года в аэропорту Фалеоло состоялась торжественная церемония, связанная с началом деятельности авиакомпании, на которой присутствовал премьер-министр Самоа Туилаэпа Аионо Саилеле Малиелегаои. Talofa Airways официально начала свою деятельность 29 августа 2016 года, став третьей авиакомпанией, базирующейся в Самоа. Спустя неделю авиакомпания совершила свой первый рейс.

## Направления
По состоянию на сентябрь 2016 года, авиакомпания совершает рейсы в следующие аэропорты:
| Страна                   | Город     | Аэропорт                         | Примечания |
| ------------------------ | --------- | -------------------------------- | ---------- |
| Самоа                    | Апиа      | Фалеоло (аэропорт)               | Хаб        |
| Американское Самоа (США) | Паго-Паго | Международный аэропорт Паго-Паго | —          |
| Тонга                    | Нукуалофа | Фуаамоту                         | —          |

## Флот
По состоянию на сентябрь 2016 года, флот авиакомпании состоит из следующих самолётов:
| Самолёт            | Используется | Заказано | Вместимость |
| ------------------ | ------------ | -------- | ----------- |
| Aero Commander 500 | 2            | —        | 9           |
| Всего              | 2            | 0        |             |

## Авиакатастрофы и происшествия
- 12 сентября 2017 года самолёт Aero Commander 500 совершил жёсткую посадку в аэропорту Паго-Паго, вследствие чего были повреждены шасси. Никто из пассажиров не пострадал[8].